# Anthobolus
Anthobolus es un género con ocho especies de plantas Angiospermae perteneciente a la familia Santalaceae. 

## Especies seleccionadas
- Anthobolus brevifolius
- Anthobolus erythrocaulis
- Anthobolus exocarpoides
- Anthobolus filifolius
- Anthobolus foveolatus
- Anthobolus leptomerioides
- Anthobolus leptomeroides
- Anthobolus triqueter